# Loweia strandi
Loweia strandi är en fjärilsart som beskrevs av Schultz 1905. Loweia strandi ingår i släktet Loweia och familjen juvelvingar. Inga underarter finns listade i Catalogue of Life.